# 威利斯維爾 (阿肯色州)
威利斯維爾（英語：Willisville）是一個位於美國阿肯色州內華達縣的城鎮。

## 地理
威利斯維爾的座標為33°30′51″N 93°17′44″W / 33.51417°N 93.29556°W，而該地的平均海拔高度為110米（即361英尺）。

## 人口
根據2020年美國人口普查的數據，威利斯維爾的面積為4.17平方千米，當中陸地面積為4.14平方千米，而水域面積為0.03平方千米。當地共有人口148人，而人口密度為每平方千米35人。